# Jakubov
Jakubov (in ungherese Nagyjakabfalva, in tedesco Jakobsdorf) è un comune della Slovacchia facente parte del distretto di Malacky, nella regione di Bratislava.